# Nelson Piquet
Nelson Piquet Souto Maior (17 d'agost de 1952), més conegut com a Nelson Piquet, és un ex-pilot de carreres brasiler que va obtenir els campionats de Fórmula 1 de 1981, 1983 i 1987.
Va néixer a Rio de Janeiro, fill d'un ministre brasiler que s'oposava a la seva afició per les carreres. Per ocultar la seva identitat, va començar a córrer utilitzant el cognom de soltera de la seva mare, Piquet.
Piquet fou un jove prodigi ja a la Fórmula 3 Britànica als 70, pujant aviat a la fórmula 1. Amb l'equip Brabham, el cap d'equip Bernie Ecclestone i el dissenyador Gordon Murray, va ser sempre un aspirant al títol. Va ser amb aquesta escuderia en la que va obtenir els seus dos primers campionats.
El seu pas el 1986 a l'equip Williams F1 va marcar l'inici del que seria un dels més grans duels de la categoria, enfront de Nigel Mansell. El fet de tenir dos pilots amb talent i molt d'ego al mateix equip era un presagi de futurs conflictes, i així va ser. Piquet i Mansell van arribar amb possibilitats de títol a l'última carrera de l'any, però la seva rivalitat va fer que es prenguessin entre si punts, el que va permetre a Alain Prost guanyes el títol.
Piquet va millorar l'any següent, proclamant-se campió tot i haver guanyat menys carreres que el seu company Mansell.
Va canviar a l'equip Lotus el 1988 on no obtingué bons resultats.
El seu últim triomf data de 1991 a Mont-real.
Va disputar un total de 204 grans premis, aconseguint 3 campionats, 1 subcampionat i 2 tercers llocs. Va guanyar 23 curses, i va aconseguir 24 poles i un total de 60 podis.
El seu fill Nelsinho Piquet també pilot de carreres, fa de provador per la Fórmula 1.

## Palmarès
- Campionats del món : 3
- Curses : 204
- Victòries : 23
- Pòdiums : 60 (23 primers, 20 segons i 17 tercers)
- Poles : 24